# Gurami mozaikowy
Gurami mozaikowy, gurami perłowy (Trichopodus leerii) – słodkowodna ryba z rodziny guramiowatych. Popularna ryba akwariowa.

## Występowanie
Ryby tego gatunku występują w wodach Półwyspu Indochińskiego i Archipelagu Sundajskiego.

## Charakterystyka
Ciało barwy srebrzysto-niebieskiej, pokryty licznymi połyskującymi cętkami, od głowy do ogona podłużna czarna pręga, spód ciała pomarańczowawy. Dorasta do 12 cm długości.

## Dymorfizm płciowy
Samiec intensywniej ubarwiony, płetwy nieco bardziej zaostrzone niż u samicy. Samce mają krwistoczerwony brzuch, płetwa odbytowa bardziej wydatna niż u samic, zakończona nitkowatymi wyrostkami.

## Warunki hodowlane
Ryba ciepłolubna, spokojna i płochliwa, wrażliwa na zranienia. Akwarium powinno być duże, dobrze umieścić rośliny pływające (np. wgłębka wodna). Zalecana temperatura 24–33 °C, chętnie zjada zarówno pokarm suszony (płatki i granulki, ale nie za duże, bo ma mały otwór gębowy), jak i żywy, zwłaszcza rureczniki oraz larwy komarów i ochotek.

## Rozmnażanie
Tarło odbywa się w temperaturze około 28 °C, przy obniżonym poziomie wody do ok. 15–20 cm. Samczyk buduje gniazdo, do którego zwabia samiczkę, aby złożyła ikrę. Po tarle należy samiczkę odłowić i pozostawić opiekę nad potomstwem samcowi. Gdy po paru dniach wylęgną się młode, należy odłowić także samca. Młode karmić pierwotniakami i drobnym planktonem. Wodę należy obficie natleniać, ponieważ młode nie mają jeszcze dobrze wykształconego aparatu labiryntowego.